# Арвика (община)
Община Арвика (на шведски: Arvika kommun) е разположена в лен Вермланд, западна централна Швеция с обща площ 1969 km2 и население 25 817 души (към 31 декември 2013). Административен център на община Арвика е едноименния град Арвика.